# Chester Bennington
Chester Charles Bennington (n. 20 martie 1976, Phoenix, Arizona, SUA – d. 20 iulie 2017, Palos Verdes Estates⁠(d), California, SUA) a fost un muzician, cantator și actor american. El a fost cunoscut mai ales ca vocalist principal al formațiilor rock Linkin Park și Dead by Sunrise.
Chester a fost originar din Phoenix, Arizona, dar a locuit în Los Angeles până în ziua morții lui. Datorită fratelui său (care este cu 13 ani mai mare decât el), Chester a fost influențat de stilul celor de la Loverboy, Foreigner și Rush, visând să fie al cincilea membru Depeche Mode. Părinții lui s-au despărțit în 1980, când el era încă un copil. A fost abuzat sexual când era copil și a fost dependent de cocaină și metamfetamină ca adolescent. A lucrat la Burger King înainte de cariera sa de muzician.
Înainte de a se alătura trupei Linkin Park, Chester a fost vocalist în Grey Daze. A părăsit Grey Daze în 1998, pentru că ceilalți membri își asumau meritele pentru versurile scrise de el, dar a căutat altă trupă. După ce aproape a renunțat la cariera sa muzicală, Linkin Park căutau un nou vocalist pentru formație. Ei au trimis mai multe casete demo în toată țara (S.U.A.) la prietenii lor sau alte cunoștințe, și au cerut oamenilor interesați de acest lucru să-și înregistreze propriile versuri pe caseta demo și să o trimită înapoi. Chester Bennington și soția lui de-abia își cumpăraseră o casă în Phoenix, Arizona când un prieten i-a dat o casetă lui Chester. Chester a sunat imediat formația în acea seară și le-a spus că era interesat să cânte și el în formație. Cei din formație nu se așteptau la un răspuns atât de rapid și au fost surprinși să primească o reacție atât de repede. Ei i-au cerut lui Chester să cânte peste casetă cu versurile lui la telefon, acesta așa a și făcut, și astfel s-a alăturat trupei Linkin Park în 1999.
După ce a avut un succes total cu Linkin Park, în 2000, sănătatea lui era fragilă și a înregistrat Meteora fiind bolnav. Chester a avut probleme și cu soția sa, Samantha. Ei s-au căsătorit în 1996, pe 31 octombrie. În 2002, pe 19 aprilie, s-a născut fiul lor, Draven Sebastian.
În 2005, cu atâtea turnee, nu mai ajungea deloc acasă și se certa mereu cu soția lui. În primăvara acelui an, Chester s-a despărțit de iubita lui din adolescență. Cei doi fuseseră împreună aproape 9 ani! La doar câteva săptămâni după despărțire, pe 2 mai 2005, Chester și Samantha au divorțat oficial. În urma partajului, Chester și-a pierdut aproape toată averea acumulată până atunci. Am fost la pământ. Mi-a fost foarte greu să-mi revin, povestește Chester despre cea mai grea parte a vieții lui.
După câteva luni, pe 31 decembrie 2005, s-a căsătorit cu Talinda Bentley. În acel moment, ea era deja însărcinată. Pe 16 martie 2006 a venit pe lume micuțul Tyler Lee. Însă fericirea nu a durat prea mult, căci o fană nebună a început să-i terorizeze. Devon Townsend i-a spionat pe Chester și pe Talinda, i-a spart parolele lui Chester de la conturile de e-mail și s-a conectat la telefonul său mobil. I-a copiat numerele și adresele de e-mail ale rudelor și colegilor de trupă. Mă suna de 30 de ori pe zi și-mi spunea că știe totul despre mine, că știe unde sunt copii mei și ce fac în acel moment - și că are control asupra vieții mele! A fost o perioadă cumplită pentru noi. Urmăritoarea nebună a fost prinsă în noiembrie 2006.
Astfel, Chester și-a regăsit liniștea necesară pentru a lucra la albumul Minutes to Midnight.
Chester avea și un proiect solo, însă nu ar fi renunțat niciodată la Linkin Park. Colaborăm mult mai bine acum spune Bennington. Mike, de exemplu, mă cunoaște mai bine, la fel cum o fac și eu, iar acum ne este mult mai ușor să scriem versurile împreună. În cazul nostru nu este posibil să păstrezi secrete unul față de celalalt. Trebuie să îți deschizi sufletul, pentru ca și cel de lângă tine să facă același lucru. Bineînțeles că având astfel de relații atât de deschise unul cu celălalt, nu mai ai nevoie de psiholog, cine mai are nevoie de psiholog?
Exact, aproba Bennington zâmbind. De altfel din acest motiv m-am și alăturat trupei.
Chester Bennington a fost găsit mort în locuința sa, în data de 20 iulie 2017.

## Filmografie
| An   | Titlu               | Rol                | Note | Surse  |
| ---- | ------------------- | ------------------ | ---- | ------ |
| 2006 | Crank               | Pharmacy Stoner    |      | [ 13 ] |
| 2009 | Crank: High Voltage | Hollywood Park Guy |      | [ 14 ] |
| 2010 | Saw 3D              | Evan               |      | [ 15 ] |
| 2012 | Artifact            | El însuși          |      |        |